# Shorttrack-Europameisterschaften 2012
Die Shorttrack-Europameisterschaften 2012 waren die 16. Auflage der Shorttrack-Europameisterschaften und fanden vom 27. bis 29. Januar 2012 im tschechischen Mladá Boleslav statt. Damit fanden die kontinentalen Titelkämpfe erstmals in Tschechien statt. Ausrichter war die Internationale Eislaufunion (ISU).
Insgesamt wurden vier Europameistertitel vergeben, jeweils einer im Mehrkampf und in der Staffel an Männer und Frauen. Um den Mehrkampfeuropameister zu ermitteln, bestritten die Athleten Wettkämpfe über die drei Distanzen 500 m, 1000 m und 1500 m. Die acht in der Mehrkampfwertung bestplatzierten Athleten nach diesen drei Strecken traten dann im 3000-m-Superfinale an.
Bei den Frauen verteidigte Arianna Fontana im Mehrkampf ihren Titel aus dem Vorjahr. Sie siegte souverän vor Jorien ter Mors und Martina Valcepina. Bei den Männern gewann Sjinkie Knegt erstmals den Mehrkampftitel. Er setzte sich vor Niels Kerstholt und Thibaut Fauconnet durch. Das Staffelfinale bei den Frauen gewann die Niederlande vor Italien und Ungarn, bei den Männern siegte ebenfalls die Niederlande vor Russland und Deutschland.

## Teilnehmende Nationen
Insgesamt nahmen 143 Athleten aus 26 Ländern an den Europameisterschaften teil, darunter 83 Männer und 60 Frauen.
| Teilnehmende Nationen (Frauen/Männer)                                                    | Teilnehmende Nationen (Frauen/Männer)                                              | Teilnehmende Nationen (Frauen/Männer)                                          | Teilnehmende Nationen (Frauen/Männer)                                 | Teilnehmende Nationen (Frauen/Männer)                                    | Teilnehmende Nationen (Frauen/Männer) |
| ---------------------------------------------------------------------------------------- | ---------------------------------------------------------------------------------- | ------------------------------------------------------------------------------ | --------------------------------------------------------------------- | ------------------------------------------------------------------------ | ------------------------------------- |
| Belarus (5/5) Belgien (1/4) Bosnien und Herzegowina (0/1) Bulgarien (5/4) Dänemark (0/1) | Deutschland (5/5) Frankreich (1/4) Großbritannien (2/5) Israel (0/2) Italien (5/5) | Kroatien (1/2) Lettland (2/2) Litauen (1/0) Niederlande (5/5) Österreich (1/2) | Polen (5/5) Rumänien (2/2) Russland (5/5) Schweiz (0/1) Serbien (1/2) | Slowakei (1/0) Spanien (1/2) Tschechien (2/5) Türkei (0/4) Ukraine (4/5) | Ungarn (5/5)                          |

## Zeitplan
Der Zeitplan war parallel für Frauen und Männer wie folgt gestaltet.
Freitag, 27. Januar 2012
- 1500 m: Vorlauf, Halbfinale, Finale
- Staffel: Vorlauf

Samstag, 28. Januar 2012
- 500 m: Vorlauf, Viertelfinale, Halbfinale, Finale
- Staffel: Halbfinale

Sonntag, 29. Januar 2012
- 1000 m: Vorlauf, Halbfinale, Finale
- 3000 m: Superfinale
- Staffel: Finale

## Ergebnisse

### Frauen

#### Mehrkampf
- In den Spalten 500 m, 1000 m, 1500 m und 3000 m ist erst angegeben, welche Platzierung der Athlet erreichte, dahinter in Klammern, wie viele Punkte er dafür erhielt.
- Jeder Athlet, der in ein Finale gekommen ist, erhält dort für seine Platzierung Punkte, von 34 Punkten für den ersten Platz geht es bis zu einem Punkt für den achten Platz. Tritt ein Athlet nicht an (DNS), wird er disqualifiziert (DSQ) oder erreicht er nicht das Ziel (DNF), bekommt er keine Punkte für die Mehrkampf-Wertung.

| Rang | Name              | Punkte | 500 m   | 1000 m  | 1500 m  | 3000 m  |
| ---- | ----------------- | ------ | ------- | ------- | ------- | ------- |
| 1.   | Arianna Fontana   | 107    | 1. (34) | 21. (0) | 1. (34) | 1. (34) |
| 2.   | Jorien ter Mors   | 76     | 4. (8)  | 1. (34) | 2. (21) | 2. (21) |
| 3.   | Martina Valcepina | 43     | 2. (21) | 4. (8)  | 3. (13) | 8. (1)  |
| 4.   | Bernadett Heidum  | 29     | 6. (0)  | 2. (21) | 18. (0) | 4. (8)  |
| 5.   | Olga Beljakowa    | 21     | 9. (0)  | 7. (0)  | 4. (8)  | 3. (13) |
| 6.   | Véronique Pierron | 18     | 16. (0) | 3. (13) | 9. (0)  | 5. (5)  |
| 7.   | Andrea Keszler    | 16     | 3. (13) | 8. (0)  | 10. (0) | 6. (3)  |
| 8.   | Veronika Windisch | 7      | 23. (0) | 13. (0) | 5. (5)  | 7. (2)  |

Arianna Fontana bekam fünf Zusatzpunkte.

#### Einzelstrecken
500 Meter
| Rang | Name              | Zeit         |
| ---- | ----------------- | ------------ |
| 1.   | Arianna Fontana   | 43,725 s     |
| 2.   | Martina Valcepina | 43,801 s     |
| 3.   | Andrea Keszler    | 1:01,011 min |
|      | Jorien ter Mors   | DSQ          |

Datum: 28. Januar 2012

1000 Meter
| Rang | Name              | Zeit         |
| ---- | ----------------- | ------------ |
| 1.   | Jorien ter Mors   | 1:30,544 min |
| 2.   | Bernadett Heidum  | 1:30,646 min |
| 3.   | Véronique Pierron | 1:30,708 min |
| 4.   | Martina Valcepina | 1:32,653 min |

Datum: 29. Januar 2012

1500 Meter
| Rang | Name              | Zeit         |
| ---- | ----------------- | ------------ |
| 1.   | Arianna Fontana   | 2:28,082 min |
| 2.   | Jorien ter Mors   | 2:28,576 min |
| 3.   | Martina Valcepina | 2:28,812 min |
| 4.   | Olga Beljakowa    | 2:28,890 min |
| 5.   | Veronika Windisch | 2:34,334 min |
| 6.   | Kateřina Novotná  | 2:56,139 min |
| 7.   | Elise Christie    | 3:22,128 min |

Datum: 27. Januar 2012

3000 Meter Superfinale
| Rang | Name              | Zeit         |
| ---- | ----------------- | ------------ |
| 1.   | Italien           | 5:14,367 min |
| 2.   | Jorien ter Mors   | 5:14,379 min |
| 3.   | Olga Beljakowa    | 5:14,989 min |
| 4.   | Bernadett Heidum  | 5:15,100 min |
| 5.   | Véronique Pierron | 5:15,162 min |
| 6.   | Andrea Keszler    | 5:17,066 min |
| 7.   | Veronika Windisch | 5:18,457 min |
| 8.   | Martina Valcepina | 5:25,994 min |

Datum: 29. Januar 2012

#### Staffel
| Rang | Name                                                                           | Zeit         |
| ---- | ------------------------------------------------------------------------------ | ------------ |
| 1.   | NiederlandeAnnita van Doorn Sanne van Kerkhof Yara van Kerkhof Jorien ter Mors | 4:15,392 min |
| 2.   | ItalienArianna Fontana Cecilia Maffei Arianna Valcepina Martina Valcepina      | 4:15,406 min |
| 3.   | UngarnPatricia Tóth Andrea Keszler Bernadett Heidum Szandra Lajtos             | 4:16,867 min |
| 4.   | DeutschlandElisa Lenke Julia Riedel Christin Priebst Bianca Walter             | 4:16,983 min |

Datum: 27. bis 29. Januar 2012

### Männer

#### Mehrkampf
- In den Spalten 500 m, 1000 m, 1500 m und 3000 m ist erst angegeben, welche Platzierung der Athlet erreichte, dahinter in Klammern, wie viele Punkte er dafür erhielt.
- Jeder Athlet, der in ein Finale gekommen ist, erhält dort für seine Platzierung Punkte, von 34 Punkten für den ersten Platz geht es bis zu einem Punkt für den achten Platz. Tritt ein Athlet nicht an (DNS), wird er disqualifiziert (DSQ) oder erreicht er nicht das Ziel (DNF), bekommt er keine Punkte für die Mehrkampf-Wertung.

| Rang | Name               | Punkte | 500 m   | 1000 m  | 1500 m  | 3000 m  |
| ---- | ------------------ | ------ | ------- | ------- | ------- | ------- |
| 1.   | Sjinkie Knegt      | 63     | 11. (0) | 2. (21) | 1. (34) | 4. (8)  |
| 2.   | Niels Kerstholt    | 47     | 7. (0)  | 8. (0)  | 3. (13) | 1. (34) |
| 3.   | Thibaut Fauconnet  | 47     | 51. (0) | 1. (34) | 17. (0) | 3. (13) |
| 4.   | Semjon Jelistratow | 42     | 25. (0) | 10. (0) | 2. (21) | 2. (21) |
| 5.   | Wladimir Grigorjew | 39     | 1. (34) | 12. (0) | 10. (0) | 5. (5)  |
| 6.   | Jack Whelbourne    | 30     | 2. (21) | DSQ (0) | 7. (2)  | 7. (2)  |
| 7.   | Jewgeni Kosulin    | 24     | 19. (0) | 3. (13) | 4. (8)  | 6. (3)  |
| 8.   | Jon Eley           | 16     | 3. (13) | 50. (0) | 6. (3)  | DNS (0) |

Jack Whelbourne bekam fünf Zusatzpunkte.

#### Einzelstrecken
500 Meter
| Rang | Name               | Zeit         |
| ---- | ------------------ | ------------ |
| 1.   | Wladimir Grigorjew | 41,798 s     |
| 2.   | Jack Whelbourne    | 42,828 s     |
| 3.   | Jon Eley           | 42,970 s     |
| 4.   | Robert Seifert     | 1:05,247 min |

Datum: 28. Januar 2012

1000 Meter
| Rang | Name              | Zeit         |
| ---- | ----------------- | ------------ |
| 1.   | Thibaut Fauconnet | 1:28,431 min |
| 2.   | Sjinkie Knegt     | 1:28,472 min |
| 3.   | Jewgeni Kosulin   | 1:28,751 min |
| 4.   | Paul Herrmann     | 1:29,088 min |
|      | Jack Whelbourne   | DSQ          |

Datum: 29. Januar 2012

1500 Meter
| Rang | Name               | Zeit         |
| ---- | ------------------ | ------------ |
| 1.   | Sjinkie Knegt      | 2:15,303 min |
| 2.   | Semjon Jelistratow | 2:15,428 min |
| 3.   | Niels Kerstholt    | 2:15,578 min |
| 4.   | Jewgeni Kosulin    | 2:15,599 min |
| 5.   | Vladislav Bykanov  | 2:15,836 min |
| 6.   | Jon Eley           | 2:16,045 min |
| 7.   | Jack Whelbourne    | 2:25,007 min |
| 8.   | Maxime Châtaignier | 2:55,098 min |

Datum: 27. Januar 2012

3000 Meter Superfinale
| Rang | Name               | Zeit         |
| ---- | ------------------ | ------------ |
| 1.   | Niels Kerstholt    | 4:42,417 min |
| 2.   | Semjon Jelistratow | 4:47,811 min |
| 3.   | Thibaut Fauconnet  | 4:51,971 min |
| 4.   | Sjinkie Knegt      | 4:53,149 min |
| 5.   | Wladimir Grigorjew | 4:53,771 min |
| 6.   | Jewgeni Kosulin    | 4:58,220 min |
| 7.   | Jack Whelbourne    | 5:02,946 min |
|      | Jon Eley           | DNS          |

Datum: 29. Januar 2012

#### Staffel
| Rang | Name                                                                                 | Zeit         |
| ---- | ------------------------------------------------------------------------------------ | ------------ |
| 1.   | NiederlandeFreek van der Wart Niels Kerstholt Sjinkie Knegt Daan Breeuwsma           | 6:46,675 min |
| 2.   | RusslandWladimir Grigorjew Semjon Jelistratow Jewgeni Kosulin Wjatscheslaw Kurginjan | 6:47,864 min |
| 3.   | DeutschlandRobert Becker Paul Herrmann Torsten Kröger Robert Seifert                 | 6:55,952 min |
|      | Vereinigtes KönigreichRichard Shoebridge Jack Whelbourne Ian Upcott Paul Stanley     | DSQ          |

Datum: 27. bis 29. Januar 2012

## Medaillenspiegel
| Platz  | Land        | Gold | Silber | Bronze | Gesamt |
| ------ | ----------- | ---- | ------ | ------ | ------ |
| 1      | Niederlande | 3    | 2      | –      | 5      |
| 2      | Italien     | 1    | 1      | 1      | 3      |
| 3      | Russland    | –    | 1      | –      | 1      |
| 4      | Deutschland | –    | –      | 1      | 1      |
| 4      | Frankreich  | –    | –      | 1      | 1      |
| 4      | Ungarn      | –    | –      | 1      | 1      |
| Gesamt | Gesamt      | 4    | 4      | 4      | 12     |